# Ein Einsamer kehrt zurück
Ein Einsamer kehrt zurück ist ein italienisch-spanischer Italowestern aus dem Jahr 1972 mit George Martin und Klaus Kinski in den Hauptrollen. Regie führte Alfonso Balcázar, die Filmmusik stammt von Ennio Morricone.

## Handlung
Der wegen Mordes gesuchte Cowboy Clint kehrt nach fünfjähriger Flucht in die Heimat zurück. Seine Frau Norma bewirtschaftet inzwischen eine Ranch, reagiert aber zuerst abweisend, als Clint zurückkehrt. Auch sein jugendlicher Sohn will nichts mehr mit seinem Vater zu tun haben, den er für einen Feigling hält. Einige Banditen wollen jedoch den Farmern dort das Land abnehmen. Clint versucht sich aus der Auseinandersetzung mit den Ganoven herauszuhalten, weil er seiner Frau versprochen hat, nie mehr Gewalt anzuwenden. Während der gesamten Zeit ist auch der gnadenlose Kopfgeldjäger Scott hinter ihm her, der sich jedoch hauptsächlich im Hintergrund hält. 
Als die Banditen in sein Haus einbrechen und seine Familie gefangen nehmen, greift Clint endlich doch zur Waffe und erledigt sie einer nach dem anderen. Schlussendlich hilft ihm Scott sogar dabei.

## Hintergrund
Der Film ist ein Remake (keine Fortsetzung, wie oft behauptet wird) des Films Tal der Hoffnung (Originaltitel: Clint el solitario), der bereits im Jahr 1967 entstand. Die Filmmusik besteht aus bei vorherigen Soundtracks verwendeten Stücken Morricones.

## Kritiken
Thomas Groh schreibt in der Filmzentrale: „Ein zwar handwerklich routiniert inszenierter und erzählter Film, dem aber für eine signifikante Rolle innerhalb des Subgenres doch die Impulse fehlen.“